# Ози и Милли
Ози и Милли (англ. Ozy and Millie) — веб-комикс, созданный Даной Симпсон (изначально публиковался под именем D. C. Simpson), впервые вышедший в январе 1997 года. Комикс состоял в Keenspot с 2001 по 2003, затем в течение нескольких лет был независимым, прежде чем возвратиться к Keenspot в ноябре 2006. Он рассказывает читателям о приключениях различных антропоморфных животных. Новые стрипы, в большинстве своем, выпускались по будним дням, комикс в настоящее время находится «на отдыхе», поскольку еженедельные выпуски перестали выходить. Сюжет комикса сосредоточен на Ози и Милли, двух молодых лисах, учащихся в Северной Начальной школе «Долина спасения» в Сиэтле, где они сталкиваются с ежедневными школьными трудностями, такими как тесты и хулиганы и попадают в необыкновенные ситуации.
Стрипы концентрируются на возможных взаимодействиях характеров, но чаще комментируют политические представления автора. Симпсон также передаёт свои политические представления в другом комиксе «I Drew This». Большинство полос было переиздано в книжной форме. Пять коллекций были выпущены через «Plan 9 Publishing», но они все вышли из печати (тираж распродан). Стрипы представлены в топ-200 наиболее читаемых в Списке Вебкомиксов.

## История
«Ози и Милли» первоначально родился в 1997 как печатный комикс в газете «Copper Point Journal» Вашингтонского колледжа. Для его создания были использованы типографская краска и щётка. Симпсон утверждает, что влияние на её творчество оказали такие комиксы и мультфильмы, как Calvin and Hobbes, The Simpsons и Pogo. «Ози и Милли» перестал быть регулярным веб-комиксом в начале 1998, в июне стал еженедельным (понедельник-пятница). В том же году Симпсон выиграла приз колледжа мультипликаторов газетных синдикатов. Когда комикс начинался, артистический стиль Симпсон был подобен Calvin and Hobbes. В 2000 комикс взял паузу и вернулся с новым, уникальным стилем. Паузы в комиксе возникали несколько раз, однажды — в течение пяти месяцев, с 23 августа 2003 по 22 января 2004.
30 января 2004 года Дана Симпсон начала новую серию — I Drew This — веб-комикс, содержащий политические представления автора.

## Персонажи

### Главные герои
- Озимандиас (Ози) Джастин Лоэлин — песец, лучший друг Милли. На протяжении комикса возраст колеблется от 8 до 10 лет. Имеет серую шерсть с белыми животом, лапами и кончиком хвоста. Всегда ходит в чёрном жилете и цилиндре такого же цвета с синей полоской. Внешний вид меняет крайне редко. Спокойный, невозмутимый, легко ранимый и склонный к философии и дзен-стоицизму, а также к сарказму. Он искусен в том, чтобы позволять шалостям Милли проходить мимо без вреда для себя, но он страдает от издевательств со стороны школьного хулигана Джереми Стадли, который любит бросать Ози в мусорные баки. Ози также страдает от облысения, которое случается несколько раз в год, нередко из-за несчастных случаев или по вине Милли. Это вызвано цыганским проклятием (позже Ллевеллин обнаружил, что это миф), которое прошло через наследие приёмного его отца в значительной степени незамеченным, однако оно сильно влияет на него самого, так как он является первым в семье Лоэллина, кто имеет шерсть. Из-за особенностей своей драконьей семьи нередко посещает школьного психолога. Лоэллин говорил что родную мать Ози звали Шелли, и что она исчезла после открытия совершенства, когда она создала" идеальный " вкус мороженого, но поскольку абсолютное совершенство было несовместимо с миром, она поднялась на более высокий уровень существования, а настоящий отец Ози ушёл задолго до того, как он родился и стал монахом. Они снова встретились, когда первый приехал в город навестить своего сына. Однако тот решил остаться с Ллевеллином, которого он считал своим «настоящим» папой. Его имя взято из произведения Перси Биш Шелли
- Миллисента (Милли) Мехитабель Мадд — рыжая лисица, лучшая подруга Ози, его ровесница. Имеет рыжую шерсть с белым животом, чёрные лапы и такого же цвета уши и кончик хвоста. Всегда ходит в джинсовом комбинезоне. Так же крайне редко меняет свой внешний вид, Такая же сообразительная и добрая, как и её друг. По остальным же чертам характера полная противоположность Ози: легковозбудимая, хаотичная и маниакальна, как в разрушениях, которые она оставляет, так и в способах, которые она придумывает, чтобы избежать работы. Сердцем революционерка, которая выступает против любой формы власти, что регулярно приводит к конфликтам как с учителями, так и с её матерью, Милилани Мадд. Её разрушительные и бунтарские привычки доставляют неприятности не только ей, но и Ози. Несмотря на вышеперечисленные черты характера, у неё есть сильное чувство справедливости, перед необъяснимыми ошибками жизни и мира, который она видит. Также, её протесты в основном ограничиваются раздражением её матери, шутками над Ози и нарушением спокойствия в школе. Ничто не имеет для неё значения, если ей это не нравится. Милли всегда говорит то, что думает, однако делает то, что и другие, опасаясь реакции со стороны окружающих. Она, как и Ози, часто пытается ответить на самые важные вопросы в жизни, но её методы нахождения ответов делают её уникальной.

### Родственники Ози
- Лоэллин (Ллевеллин) — приёмный отец Озимандиаса, высокий (около двух метров) красный дракон, в фиолетовом смокинге с зелёными поясом и галстуком-бабочкой, и длинным хвостом. Носит очки. Предполагается что ему не одна сотня лет. По отцовски добрый, интеллигентный, добросовестный и культурный. Нередко дышит огнём (часто из-за аллергической реакции). У него аллергия на цветы. Имеет огромный жизненный опыт, миллион историй и бессчётное количеством советов, большинство из которых о том, как не поджечь занавески, но зачастую являющиеся бесполезными. Также он отсоединился от США, создав на территории своего дома микрогосударство Великую Ллевелиндляндию, но несмотря на это он участвует в каждых президентских выборах США.
- Изольда — племянница Ллевеллина, кузина Ози (если её можно так назвать), светло-зелёная дракониха с волосами цвета шатен. Начинающий репортёр. Носит очки. Часто помогает Лоэллину и присматривает за Ози и Милли. У неё есть особенность появляться в разных местах, в центре заговоров и вообще везде, где есть возможность создавать проблемы, не сходя с места.
- Дядя Элистер — дракон, кузен Лоэллина и по совместительству дядя Ози. Является разносчиком пиццы, однако считает что находится во главе наркотического заговора. Одет в гавайскую рубашку, шорты и брюки, а также тёмные солнцезащитные очки.
- Бабушка Изабелла — пожилая дракониха. Находится во главе заговора массовых либеральных газетных новостей, который в настоящее время находится на грани упадка. Также увлекается вязанием. Носит чёрное платье и шляпку.
- Тибериус — дракон, родственник Ллевелина. Находится во главе заговора по сокрытию НЛО.
- Тётя Тулип — тётя Лоэллина, (двоюродная бабушка Ози, если её можно так назвать) довольно высокая дракониха. Предполагается, что она глава драконьего семейства. По словам Изольды довольно старомодна и другие родственники боятся ей противоречить.
- Дядя Барт — кузен Ллевеллина и по совместительству дядя Ози. По словам Лоэллина не слишком умён, но создал тайное общество «ОНИ», изучая планирование в Оксфорде. Ни разу не был замечен в комиксе.

### Родственники Милли
- Милилани Минерва Мадд (Мисс Мадд) — многострадальная мать Милли. Адвокат(юрист) и мать-одиночка. Её визитной карточкой являются синие волосы (причины этого не известны). Представляет собой более старший, мудрый и умеренный вариант своей дочери. Нередко подразумевается, что она была похожа на Милли в её возрасте, в результате чего она знает, как справиться с любой проблемой, вызванной ею, зачастую раздражая дочь. В то время как Мисс Мадд знает, как бороться с Милли, она также является первой, кто оказывает ей поддержку, если есть случается что-то неладное.
- Тётя Глэдис

### Школа «Долина спасения»
- Эйвери — друг Ози и Милли, енот. Зачастую носит синюю толстовку и красную кепку козырьком назад. Почти вся (если не вся) его энергия посвящена нахождению способов стать крутым, чтобы тем самым вылезти из общественного «подвала», где он сейчас находится, и в результате чего склонен к бездумному следованию поп-культуре. Все его попытки пока что безрезультатны. Эйвери не слишком то любит и даже презирает своего младшего брата Тималти.
- Стефан Ардварк — ещё один друг Ози и Милли, трубкозуб. Носит красные шорты в клеточку и жёлтую рубашку с изображением буквы «A». Носит очки. Гик, который считает, что в современном мире компьютерщики превосходят остальных людей, что неоднократно опровергают, однако его собственная вера в генетическое превосходство компьютерщиков непоколебима. Влюблён одновременно в Фелицию и Изольду, несмотря на свой юный возраст в отношении последней и несмотря на то, что первая его презирает
- Фелиция Лэйн — овца, одноклассница Ози и Милли и враг последней. Одета в розовую клетчатую юбку. Также носит розовый бантик и браслеты. Типичный представитель золотой молодёжи: поверхностная, избалованная и считает что она самая популярная в школе. При этом нет никаких намёков на то, что она вообще кому-то нравится. Фанат мальчиковых поп-групп. Живёт в большом доме. Презирает Милли и старается унизить её словами, насколько это возможно. В неё влюблён Стефан, к которому Фелиция относится в лучшем случае равнодушно. Иногда она показывает что не так глупа и неустойчива к мальчиковым поп-группам и есть возможность полагать что она исправится
- Джереми Стадли — кролик, шестиклассник и враг Ози и Милли. Одет в чёрные штаны, такого же цвета кепку с первой буквой его имени на ней и синюю спортивную футболку с цифрой 7. Высокий, коренастый, сильный и спортивный, но при этом глупый, неграмотный и необразованный. Типичный школьный хулиган. Нередко досаждает главным героям. Также, как и Фелиция, живёт в большом доме. Его отец — богатей, владеющий парком поддержанных машин.
- Мисс Сорковитц — кенгуру, учительница Ози и Милли. Носит безвкусные очки, шляпку и голубой свитер с фиолетовыми сердечками. Судя по всему обладает невероятным терпением.
- Доктор Я. Вансинниг — кольцехвостый лемур, школьный психиатр. Одета в жёлтый деловой костюм с сиреневой рубашкой. Возможно, самая приятная личность и единственный адекватный взрослый из руководства школы. Заботлива, когда речь идёт о детях, чем выступает в качестве противоположности Бью с его неучастием. Почти никогда не расстаётся со своей папкой.
- Бью Вайн — бык, директор школы, где учатся Ози и Милли. Носит очки. Одет в голубые штаны с красными подтяжками и белую рубашку, также носит красный галстук в жёлтую полоску. Типичный бюрократ: не потратит ни капли энергии чтобы защитить детей от хулиганов.

### Прочие
- Тималти — енот, младший брат Эйвери. 4 года. Довольно невинный и неиспорченный маленький мальчик.
- Страшный пират Локк — лисёнок, который живёт в волшебной стране, которая находится в диване Ллевелина. Друг Милии. Капитан своего корабля «Банан» и имеет небольшую группу подчинённых (4 человека). Практически никогда не расстаётся со своим деревянным мечом.

## Награды

### Web Cartoonist's Choice Awards
- В 2002 году[1] победил в категории «Лучший антропоморфный комикс» («Best Anthropomorphic Comic»)
- В 2003 году[2] номинировался в категории «Выдающийся антропоморфный комикс» («Outstanding Anthropomorphic Comic»), уступил «Commander Kitty» Скотти Арсено
- В 2004 году[3] номинировался в категории «Выдающийся антропоморфный комикс», уступил «VG Cats» Скотта Рамсумэйра
- В 2005 году[4] номинировался в категории «Выдающийся дизайн веб-сайта» («Outstanding Website Design»), уступил «Ornery Boy» Майкла Лалонде

### Ursa Major Awards
Всё время номинировался в категории «Лучший антропоморфный комикстрип» («Best Anthropomorphic Comic Strip»)
- В 2003 году[5] уступил «Kevin & Kell» Билла Холбрука
- В 2004[6] и 2005 году[7] уступил «Faux Pas» Роберта и Маргарет Карспеккен
- В 2006 году[8] победил
- В 2007 году[9] повторил успех

Также в 2002 году в категории «Лучшая антропоморфная литературная работа другого рода» («Best Anthropomorphic Other Literary Work») был номинирован комикс Симпсон «Ози и Милли IV: Характерный банановый окрас» («Ozy and Millie IV: Authentic Banana Dye»); причина отличия в названии неизвестна.